# KMG
KMG est une société de construction d'attractions basée aux Pays-Bas. Son activité est essentiellement tournée vers les attractions ou manèges pour les parcs d'attractions et les fêtes foraines. L'entreprise a été fondée en 1991.
Modèle d'attractions à son catalogue :
- Afterburner
- Discovery
- Experience
- Freak Out
- High Swing
- Fun Factory
- Inversion
- Mission Space
- Move it 18
- Move It 32
- Move It 24
- Para Jump
- Speed
- Tango
- Tropical Trip
- X-Factory
- XXL
- Sicko
- XLR8
- X-Drive
- Speed XXL
- Inversion XXL